# Corpus Constitutionum Regio-Holsaticarum
Das Corpus Constitutionum Regio-Holsaticarum (abgekürzt CCHolsat., Corp. Const. Holsat. oder auch Corp. Const. R. Holsat.) ist eine im Jahr 1757 in Altona von Friedrich Detlef Carl von Cronhelm herausgegebene mehrbändige Sammlung von allgemeinen Rechtsakten und Einzelrechtsakten betreffend die Grafschaft bzw. das Herzogtum Holstein.
Die einzelnen Bände sind jeweils in Teile und Abteilungen untergliedert, in denen mehrere Rechtsakte zusammengefasst sind.
- Bd. 1 Enthaltend die generale auf das ganze Herzogthum Holstein, königlichen Antheils, und übrige  Lande,  oder dennoch auf ein beträchtliches Theil  davon, sich erstreckende Verordnungen und Verfügungen
- Bd. 2 Enthaltend die für die Köngl. Holstein. Aemter Steinburg, Segeberg und Rendsburg, sodann die Landschaft Süder-Dithmarschen, die Herrschaft Pinneberg und Grafschaft Rantzau in specie ergangenen Verordnungen und Verfügungen
- Bd. 3 Enthaltend die für die königl. holsteinische Städte und mit Zunft-Gerechtigkeit versehene Flecken in specie ergangene Verordnungen und Verfügungen
- Bd. 4 Corpus  Statutorum  Provincialium  Holsatiae, oder Neue Ausgabe der Schleswig-Holsteinschen Kirchen- und Land-Gerichts-Ordnung, der Schauenburgischen Hof-Gerichts-Ordnung, des Dithmarsischen Land- und Lübischen Stadt-Rechts; nebst einem Historischen Bericht von den alten und neuern Rechten und Gerichten in Holstein, besonders von den daselbst eingeführten Gesetzbüchern

Ähnliche Sammlungen bestehen auch für andere Regionen, etwa das Corpus Constitutionum Marchicarum, das Novum Corpus Constitutionum Prussico-Brandenburgensium Praecipue Marchicarum oder das Corpus Constitutionum Oldenburgicarum.